# Розкол Християнської церкви 1054
Розко́л христия́нської це́ркви у 1054 році («Велика схизма») — остаточний розкол християнської церкви на католицьку під проводом Папи Римського та православну, де рішення приймаються соборно, помісними церквами на чолі з патріархами. При цьому з погляду католиків від Єдиної Вселенської Апостольської церкви відкололись православні («схизматики»), а з погляду православних — відкололися католики («латиняни», «папісти»). Розкол протягом віків свого існування супроводжувався численними богословськими суперечками, а також військовими й політичними конфліктами, в першу чергу — на сході Європи, де історично пролягала межа впливу церковних структур Сходу й Заходу.

## Передісторія розколу
Цей надзвичайно складний історичний факт сягає своїми коренями ще в античний період. Римська республіка виховала у своїх громадян почуття переваги над усіма іншими. Зачарування Римом не тільки збереглося в стародавніх народів, які прийняли християнство, але й перейшло до варварів, які поселилися на руїнах Римської імперії. Римська єдина держава, римська культура — це були не порожні слова, а поняття з винятково цінним змістом, огорнуті й овіяні славою старого Риму, єпископ Римський віддавна посів видатне становище у Християнській церкві.
Римський єпископ вважав себе покликаним дбати «про мир у всьому світі та добробут святих Божих церков». У справі збереження істинного віровчення, Римська церква користувалася незаперечним авторитетом. Не беручи постійної живої участі у догматичній боротьбі Сходу, папи уважно слідкували за нею й ніколи не втрачали можливості своєчасно висловлювати свої думки, які часто розросталися до великих трактатів (як, наприклад, томос папи Лева І Великого IV Вселенського собору), підказати влучні вислови, мовні звороти, що могли б розробити тонкощі єретичних систем. Папи майже завжди вдало ставали на бік ортодоксальних мислителів, входили в їхнє сумне становище, сприяли їм та підтримували їх. Початок суперечностей насамперед на Сході, а потім і у відносинах між Сходом і Заходом було покладено заснуванням Константинопольської архієпископії, а згодом — і піднесенням її як столичної. До ІІ Вселенського Константинопольського собору 381 року першою кафедрою на Сході вважалась Александрійська.
Після собору 381 року почалася боротьба між Константинополем та Александрією, яка закінчилася остаточною перемогою Константинопольського архієпископа над Александрійським папою на IV Вселенському Халкедонському соборі. Ще раніше, на ІІІ Вселенському Ефеському соборі, втратила свої переваги Антіохійська кафедра: антіохійській школі Несторія була оголошена анафема, Кіпрська та грузинська церкви отримали автокефалію. Із усуненням антіохійського несторіанства та александрійського монофізитства зміцнилось грецьке православ'я як таке, що йде середнім шляхом. Звичайно, зросла роль і Константинопольської кафедри. Після Халкедонського собору константинопольський архієпископ як канонічно, так і фактично став першим на Сході. Така ситуація склалася не в останню чергу й завдяки Римським понтифікам. Папи з побоюванням слідкували за піднесенням нової столиці й співчували Антіохійському та Александрійському патріархам. Але догматична істина вимагала від них принципової позиції в канонічних питаннях. Попри те, що канони вказували Константинопольському архієпископу місце після Римського папи, то в «Новому Римі» грецьке слово «μετά» (після) стали розуміти в значенні хронологічному, а не розрядному. Константинопольські першоієрархи, спираючись на підтримку візантійських імператорів, стали домагатися якщо не переваги, то щонайменше рівності в правах з Римськими єпископами, такої ж юрисдикції на Сході, яку Рим мав на Заході.
На противагу цьому в Римі дедалі очевидніше формувалося цілком визначене розуміння папства як особливих, встановлених Богом прав Римського єпископа у всій Вселенській церкві. Зростання папізму особливо посилилося з падінням Західної Римської імперії, коли Римська церква залишилася єдиним світочем у хаосі, що охопив Західну Європу. У творах папи Лева І Великого теорія абсолютного папського примату була вже виражена з максимальною чіткістю. За часів папи Лева IX з'явився фальшивий документ Donatio Constantini, в якому, начебто імператор Костянтин визначив канонічні права папи над всією християнською церквою.
Приблизно з IX ст. у Римській церкві починає формуватися догмат про безпомилковість повчання папи в справах віри та моралі, якщо він говорить з кафедри (ex cathedra). У свою чергу Константинопольський патріарх Фотій сформулював у своїй «Епаногозі» вчення про царську та патріаршу владу. Фотій наголошував на тому, що «патріарх є живим і духотвореним образом Христа, який всіма своїми вчинками та словами виражає істину». Обидві тенденції суперечили тому розумінню церковного устрою, яке склалося в епоху Вселенських соборів.
Різко загострилися стосунки між Римською та Константинопольською церквами в період правління патріарха Фотія (857 — 869, помер у 897). Формальним приводом до цього загострення стали претензії Великої церкви на юрисдикцію над Болгарією. Але фактично непомірні амбіції патріарха Фотія, який 879 року оголосив себе Вселенським патріархом і домагався створення теократичної монархії, вважаючи себе єдиним кандидатом на голос у ній (пізніше, в ХІ ст. спробу оволодіти крім духовної, також і державною владою зробив Михайло Кіруларій). Патріарх Фотій вперше сформулював обрядові та догматичні відмінності Римської церкви від церков Східних.

## Розкол
Останнє зіткнення Візантії з Римом сталося в середині ХІ століття і означало повний розрив між Римською та Константинопольською церквами, який пізніше було названо Великим церковним розколом. Константинопольський архієпископ Михайло Кіруларій (1043—1059) надзвичайно енергійно прагнув підкорити собі Александрію, Антіохію та Єрусалим й одночасно зрівнятися в правах із Римським папою. Суперечки велися також за канонічну юрисдикцію над Неаполем, який, бувши васалом Візантії, у VIII ст. перейшов під покровительство папи.
Як і патріарх Фотій, Михаїл Кіруларій огортав свої домагання догматичною оболонкою. У листі до папи Лева ІХ (1048—1054) патріарх писав, що він згоден називати папу Вселенським патріархом (хоча Римського папу, як і Константинопольського патріарха, називали так ще на Халкедонському соборі), підтримувати єдність, навіть попри догматичні та обрядові відмінності (які не мають принципового значення), але папа має визнати Константинопольського патріарха рівним йому в канонічних правах, як це було затверджено на тому ж Халкедонському соборі 451 р.
Хоча папа Лев ІХ на той час потребував союзу з Візантією проти норманів, однак честь Римської кафедри для нього була понад усе. Лев ІХ відправив 1054 року до Константинополя кардинала Гумберта (найосвіченіший теолог і каноніст того часу), канцлера Фрідріха, архієпископа Альмафійського Петра. Візантійський імператор Костянтин IX, прагнучи примирення сторін влаштував колоквіум між кардиналом Гумбертом і богословом Студійського монастиря Микитою, тому що сам патріарх Михайло Кіруларій був слабеньким теологом. У результаті диспуту Микита визнав свою поразку, але патріарх продовжував наполягати на своїх претензіях й підбурювати народ проти римських легатів.
Було скликано собор, і патріарх вказав місце папським легатам позаду грецьких архієреїв, що було порушенням канонів й порядку диптиха. Тоді під час патріаршого богослужіння 16 липня 1054 року кардинал Гумберт, архієпископ Петро та канцлер Фрідріх поклали на вівтар Софійського собору буллу екскомунікації та анафеми на патріарха і його прихильників, яку вони склали як повноважні представники папи Лева ІХ, що на той час уже помер. Після цього вони залишили столицю.
Михайло Кіруларій запросив їх на новий колоквіум, передбачаючи вчинити над ними розправу руками підбуреного натовпу. Імператор Костянтин ІХ, передчуваючи щось недобре, вимагав власної присутності на диспуті, але тоді патріарх сам відмовився від колоквіуму. 20 липня 1054 року Михайло Кіруларій зачитав текст анафеми Римській Церкві. Сам патріарх вважав це остаточним розділенням церков, але Александрія, Єрусалим й особливо Антіохія, продовжували підтримувати тісні відносини з Римом. Якщо позицію Александрійського та Єрусалимського патріархів можна зрозуміти, через арабську окупацію, то антивізантійська позиція Антіохійського патріарха, канонічні землі котрого перебували в межах Візантійської імперії, викликає сумнів. Папа Стефан IX (1057—1058) та імператор Священної Римської імперії Генріх III запрошували Константинополь до єднання, на що Михайло Кіруларій відповів відмовою.
Розкол у християнстві був породжений ще й різним становищем церкви у Західній Європі та Візантії. Відсутність централізованої влади у Священній Римській імперії сприяла посиленню ролі римських пап. У Візантійській імперії патріарх підпорядковувався імператору, який був і главою церкви. Західна церква була політично незалежнішою та централізованішою. Особливості історичного розвитку й функціонування Західної та Східної церков зумовили відмінності в церковній догматиці, церковній організації, богослужінні. Тому розкол 1054 року лише організаційно оформив розбіжності, які століттями формувалися між християнськими церквами.

## Сприйняття розколу на Русі
Залишивши Константинополь, папські легати відправилися в Рим окружним шляхом, щоб сповістити інших східних ієрархів про відлучення Михайла Кіруларія. Серед інших міст вони відвідали Київ, де з належними почестями були прийняті великим князем та руським духівництвом.
У подальші роки Руська церква не займала однозначної позиції в підтримку якої-небудь зі сторін конфлікту, хоча й зберігала східний обряд. Якщо ієрархи грецького походження були схильні до антилатинської полеміки, то властиво руські священники і правителі не тільки не брали участі в ній, але й не розуміли сутності виставлених греками до Рима претензій догматичного й обрядового характеру. Таким чином, Русь підтримувала спілкування і з Римом, і з Константинополем, ухвалюючи ті чи ті рішення залежно від політичної необхідності.
Через двадцять років після «поділу церков» мав місце знаменний випадок звернення великого князя Київського Ізяслава Ярославича до авторитету папи Григорія VII. У своїй боротьбі з молодшими братами за київський престол Ізяслав, законний князь, змушений був утекти за кордон (до Польщі, а потім до Німеччини), звідки й апелював до захисту своїх прав до обох глав середньовічної «християнської республіки» — до імператора (Генріха IV) і до папи. Князівське посольство до Рима очолив його син Ярополк, що мав доручення «віддати всю руську землю під заступництво св. Петра». Папа справді втрутився в ситуацію на Русі. Врешті-решт Ізяслав повернувся до Києва (1077). Руська (Українська) православна церква канонізувала князя Ярополка майже одразу після смерті 22 листопада 1086 року.
Близько 1089 року в Київ до митрополита Іоанна ІІ прибуло посольство антипапи Гіберта (Климента ІІІ), який, очевидно, бажав зміцнити свої позиції шляхом визнання на Русі. Іоанн, будучи за походженням греком, відповів посланням, хоча й складеним шанобливо, але все-таки спрямованим проти «омани» латинян (це перше за часом неапокрифічне писання «проти латинян», складене на Русі, хоча й не руським автором). Однак, наступний митрополит, Єфрем (русин за походженням) сам послав у Рим довірену особу, імовірно, з метою особисто впевнитися на місці в стані справ. 1091 року цей посланець повернувся до Києва і «приніс багато мощей святих». Потім, згідно з руськими літописами, посли від папи прибули 1169 року.
У Києві були латинські монастирі (зокрема домініканський — з 1228 року), на землях, підвладних руським князям, з їхнього дозволу діяли латинські місіонери (так, в 1181 році князі Полоцькі дозволили ченцям-августинцям з Бремена хрестити підвладних їм латишів й лівів на Західній Двіні). У вищому стані укладалися (до невдоволення греків) численні змішані шлюби. Великий західний вплив помітно в деяких сферах церковного життя. Подібна ситуація зберігалася до монгольської навали.

## Наслідки
З другої половини ХІ століття Александрійський, Антіохійський та Єрусалимський патріархи розірвали відносини з Римом, тому що єднання з Римською церквою означало повну втрату автокефалії, перетворення на єпархію Римської церкви. Після смерті Михайла Керуларія Константинопольські першоієрархи повертаються до розуміння устрою церкви, яке склалося в період Вселенських соборів. Як наслідок сформувалися два головних напрями в християнстві:
- Католицизм, представлений Римською церквою;
- Православ'я, представлене низкою Східних церков.

## Спроби подолання розколу
Першою спробою подолання розколу став Другий Ліонський собор, скликаний 1274 року папою Григорієм X. На цьому соборі була укладена Ліонська унія, скріплена підписом імператора Михаїла VIII Палеолога, згідно з якою православні визнали зверхність папи Римського та більшість догматів католицької церкви, зокрема вчення про філіокве. Проте невдовзі унія викликала осуд серед грецького духівництва і була визнана недійсною на Константинопольському соборі 1285 року, скликаному наступником Михаїла — Андроніком II.
Наступною спробою став Флорентійський собор, скликаний папою Євгенієм IV 1438 року. На цьому соборі була укладена Флорентійська унія. Як і попередня, Ліонська унія, флорентійська унія визнавала примат Папи Римського, а також основні догми католицької церкви. Проте 1453 року з падінням Константинополя греки відмовились від унії.
В контексті подолання великого розколу богослови згадують також Берестейську унію 1596 року, результатом якої стало виникнення греко-католицької церкви, хоча на думку деяких істориків ця унія поглибила розкол суспільства, започаткувала нову площину розшарування.
Наступні кроки до зближення церкви зробили у XX столітті з початком екуменічного руху. 1965 року, незабаром після Другого Ватиканського собору, Папа Римський Павло VI та Патріарх Константинопольський Афінагор I скасували взаємні анафеми.